# For My Parents
For My Parents è il sesto album in studio del gruppo musicale giapponese Mono, pubblicato nel 2012.

## Tracce
1. Legend – 11:57
2. Nostalgia – 12:03
3. Dream Odyssey – 8:10
4. Unseen Harbor – 14:02
5. A Quiet Place (Together We Go) – 9:25

## Formazione
- Takaakira Goto – chitarra
- Yoda – chitarra
- Tamaki Kunishi – basso, piano, glockenspiel
- Yasunori Takada – batteria, piatti, timpani, campane tubolari, gong